# هان سونغ
هان سونغ (بالصينية: 韩松) هو مراسل ميداني صيني، ولد في 1965 في تشونغتشينغ في الصين.